# Muziekvereniging Sonora
Sonora is een harmonieorkest uit Tremelo. Het is onderdeel van de muziekschool Tremelo en voornamelijk bedoeld voor jongeren uit Tremelo en omstreken.

## Prijzen
Driemaal behaalde de groep een eerste prijs op het Europese Muziekfestival voor de Jeugd te Neerpelt. In 1997 nam de harmonie voor het eerst deel aan het Brabantse Fedekampioenschap en wonnen ze in de "Uitmuntende graad"-categorie voor Jeugdorkesten. Daarnaast werden ze nationaal kampioen in maart 1998, eveneens in de "Uitmuntende graad", categorie Jeugdorkesten.
- Provinciaal Kampioenschap Harmonie - Fanfare - Brassbands 26 oktober 1997. Sonora behaalde 511 punten op 600 of 85%.
- Nationale Kampioenschappen voor Harmonie - Fanfare - Brassbands enz. 8 maart 1998. Sonora behaalde 514 punten op 600 of 85,6%.
- In 2005 streden ze in een hogere categorie, de op een na hoogste categorie in België. 23 januari 2005: Deelname Provinciaal Tornooi in ERE-afdeling: 88%.